# Prost AP01
Chronologie des modèles (1998)
Prost JS45 Prost AP02
La Prost AP01 est la monoplace de Formule 1 engagée par l'écurie Prost Grand Prix pour participer au Championnat du monde de Formule 1 1998. Elle est pilotée par le Français Olivier Panis et l'Italien Jarno Trulli. Le pilote d'essai est le Français Stéphane Sarrazin. La AP01 est présentée le 20 janvier 1998 à Barcelone. Elle est surnommée la première Prost, car il s'agit la première monoplace conçue par l'écurie elle-même ; la JS45 de 1997 étant l'évolution de la Ligier JS43, dernière monoplace de l'écurie Ligier à participer en Formule 1. La Prost AP01, équipée d'un moteur V10 Peugeot, marque le début de la collaboration entre l'écurie et le constructeur français.
De plus, Prost Grand Prix déménage ses locaux du circuit de Nevers Magny-Cours pour Guyancourt.
Après les bons résultats de l'année précédente, la saison 1998 est un fiasco pour Prost Grand Prix. Les AP01 sont peu performantes et se qualifient le plus souvent en fond de grille. Elles sont également victimes d'un manque de fiabilité, dû notamment à leur boîte de vitesses trop fragile.
L'écurie française marque un seul point grâce à Jarno Trulli, au Grand Prix de Belgique, où il profite des très nombreux abandons, et se classe neuvième du championnat des constructeurs. Olivier Panis est dominé par son coéquipier tout au long de la saison, ce qui suscite des interrogations sur sa récupération après son grave accident au Canada en 1997, où il s'était brisé les deux jambes.

## Prost AP01B
En fin de saison, l'écurie conçoit une version B de la AP01, qui se distingue de celle-ci par une nouvelle boîte de vitesses, un recentrage des masses et un gain net sur le poids du train arrière de la monoplace. Testée en octobre 1998 sur le circuit de Nevers Magny-Cours et sur le Circuit de Catalogne en Espagne, Alain Prost souhaite engager la AP01B lors de la dernière course de la saison, au Japon. La nouvelle voiture se montrera décevante puisque Jarno Trulli, seul pilote de l'AP01B à la suite d'un tirage au sort entre les deux pilotes, se qualifie en quatorzième position, juste derrière Olivier Panis. Le pilote italien demande alors de revenir à l'ancienne version, en vain. Lors du warm-up du dimanche matin, Trulli est victime d'un accident endommageant gravement l'AP01B qui ne peut être réparée à temps pour la course. Trulli dispute alors la course avec l'AP01,.

## Résultats en championnat du monde de Formule 1

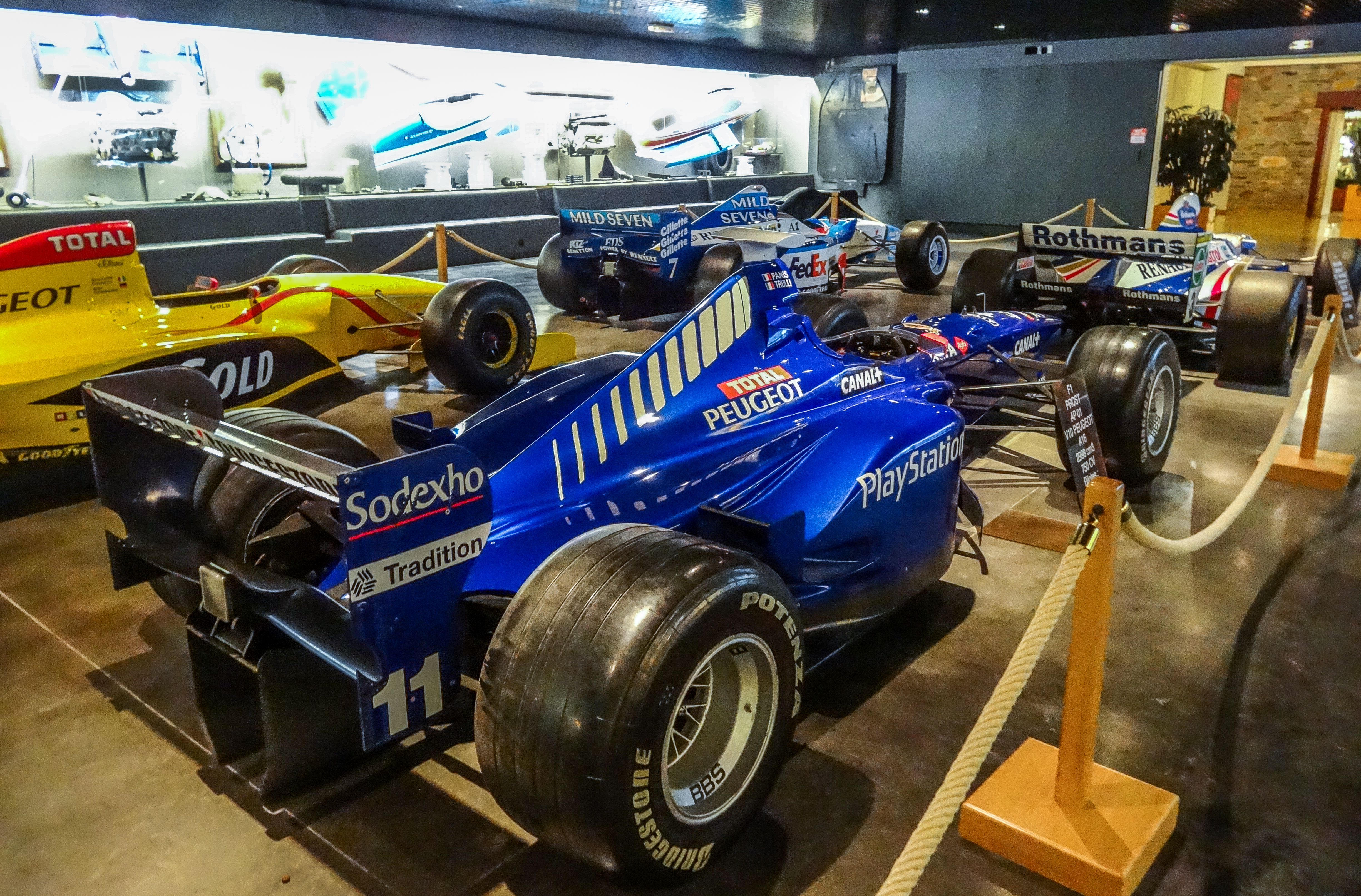
L'arrière de la Prost AP01, en exposition.

| Saison | Écurie                  | Moteur      | Pneus       | Pilotes       | Courses | Courses | Courses | Courses | Courses | Courses | Courses | Courses | Courses | Courses | Courses | Courses | Courses | Courses | Courses | Courses | Points inscrits | Classement |
| Saison | Écurie                  | Moteur      | Pneus       | Pilotes       | 1       | 2       | 3       | 4       | 5       | 6       | 7       | 8       | 9       | 10      | 11      | 12      | 13      | 14      | 15      | 16      | Points inscrits | Classement |
| ------ | ----------------------- | ----------- | ----------- | ------------- | ------- | ------- | ------- | ------- | ------- | ------- | ------- | ------- | ------- | ------- | ------- | ------- | ------- | ------- | ------- | ------- | --------------- | ---------- |
| 1998   | Gauloises Prost Peugeot | Peugeot A16 | Bridgestone |               | AUS     | BRÉ     | ARG     | SMR     | ESP     | MON     | CAN     | FRA     | GBR     | AUT     | ALL     | HON     | BEL     | ITA     | LUX     | JAP     | 1               | 9e         |
| 1998   | Gauloises Prost Peugeot | Peugeot A16 | Bridgestone | Olivier Panis | 9e      | Abd     | 15e     | 11e     | 16e     | Abd     | Abd     | 11e     | Abd     | Abd     | 15e     | 12e     | Np      | Abd     | 12e     | 11e     | 1               | 9e         |
| 1998   | Gauloises Prost Peugeot | Peugeot A16 | Bridgestone | Jarno Trulli  | Abd     | Abd     | 11e     | Abd     | 9e      | Abd     | Abd     | Abd     | Abd     | 10e     | 12e     | Abd     | 6e      | 13e     | Abd     | 12e     | 1               | 9e         |

Légende : ici 